# Le Justicier : L'Ultime Combat
Série Un justicier dans la ville
Le justicier braque les dealers
(1987) Death Wish
(2018)
Pour plus de détails, voir Fiche technique et Distribution.
Le Justicier : L'Ultime combat ou Le Justicier 5 : Le Protecteur au Québec (Death Wish V: The Face of Death) est un film américain réalisé par Allan A. Goldstein et sorti en 1994. Il s'agit du cinquième et dernier volet de la série Un justicier dans la ville avec Charles Bronson.
Charles Bronson reprend pour la dernière fois son rôle de Paul Kersey, qui vit désormais avec Olivia Regent et sa fille Chelsea. L'ex-mari d'Olivia n'est autre que le gangster notoire Tommy O'Shea. Olivia lui interdit de voir leur fille. Parce qu'elle le menace de témoigner devant les tribunaux, Tommy envoie l'un de ses hommes de main qui la défigure. Kersey contient sa colère, puis demande Olivia en mariage. Lorsque celle-ci est abattue par les hommes d'O'Shea, Kersey, étant lui aussi l'une des cibles, réussit à en réchapper in extremis. Le « Justicier » reprend donc une nouvelle fois les armes dans un ultime combat.

## Synopsis
De retour à New York à la suite des événements de Los Angeles, Paul Kersey a été mis sous protection des témoins et se fait désormais appeler Paul Stewart. Il vit avec sa nouvelle compagne, Olivia Regent, une modéliste et sa fille, Chelsea. Lors d'un défilé de mode, le père de Chelsea et ex-mari violent d'Olivia, Tommy O'Shea, un mafieux, la menace. Paul confronte Tommy mais l'un de ses hommes de mains, Chicki, sort un revolver. Chacun repart de son côté lorsque Chelsea arrive. À la suite de cet incident, l'avocat Brian Hoyle et le détective Hector Vasquez rendent visite à Paul et lui explique qu'ils cherchent à coincer Tommy O'Shea depuis longtemps et ont besoin qu'Olivia témoigne pour l'arrêter.
Olivia accepte lors d'un repas avec Paul mais se fait agresser dans les toilettes du restaurant par Freddie Garrity, un proche de Tommy qui s'est travesti. A l'hôpital, les chirurgiens expliquent à Paul que le visage de sa femme ne pourra plus jamais être le même. Toujours à l'hôpital, Paul rencontre les policiers Mickey King et Janice Omori qui travaille eux-aussi sur le cas O'Shea. Lors d'une mission, Albert (un employé d'Olivia qui travaille comme taupe pour la police) et Omori sont tués et Redgi le chef de l'atelier de couture de vêtement a été tué par les Hommes de O'Shea en les dénonçant à la police. King demande à Paul de ne pas intervenir en tant que Justicier car cela pourrait ruiner l'enquête. Paul et Olivia sont, cependant, attaqués à leur domicile par les hommes de Tommy qui se font passer pour des policiers. Paul réussit à s'enfuir mais Olivia est tuée. Quelques jours plus tard, Tommy obtient la garde de Chelsea. Paul tente de la protéger sans succès.
Paul décide de reprendre sa carrière de Justicier et est aidé par Hoyle, qui a appris que ses collégues avaient été, pour la plupart, corrompus par le mafieux. Paul tue d'abord Chicki puis Freddie. Tommy comprend que Paul est derrière la mort de ses hommes via Vasquez, qui s'avère être son informateur au sein de la police mais Paul le tue également. Hoyle arrive et explique à Paul que sa tête est également mise à prix et qu'ils ne doivent plus jamais se revoir. Paul y consent et se rend à l'usine où s'est tenu le défilé pour affronter Tommy qui retient Chelsea en otage. Paul tue les derniers membres du gang et réussit à aculer Tommy. A ce moment, King arrive mais est blessé par Tommy. Paul projette alors Tommy dans un bain d'acide où il meurt, dissout.
Paul part chercher Chelsea et King le remercie. Le film se termine sur Paul en train de s'éloigner dans une ruelle en disant au policier "Hey, Lieutenant, si vous avez besoin d'aide, appelez-moi".

## Fiche technique
Sauf indication contraire, les informations mentionnées dans cette section peuvent être confirmées par la base de données cinématographiques IMDb,  présente dans la section « Liens externes ».
- Titre français : Le Justicier : L'Ultime Combat
- Titre québécois : Le Justicier 5  le Protecteur
- Titre original : Death Wish V: The Face of Death
- Réalisation : Allan A. Goldstein
- Scénario : Allan A. Goldstein, d'après une histoire d'Allan A. Goldstein et Michael Colleary, d'après l’œuvre de Brian Garfield
- Musique : Terry Plumeri
- Direction artistique : Ian Hall
- Décors : Csaba András Kertész
- Costumes : Jay Du Boisson
- Photographie : Curtis Petersen
- Montage : Patrick Rand
- Production : Damian Lee

Producteurs délégués : Ami Artzi et Menahem Golan
Producteur associé : Helder Goncalves
- Société de production : 21st Century Film Corporation
- Sociétés de distribution : Trimark Pictures (États-Unis), LCJ Éditions et Productions (France, vidéo)
- Durée : 95 minutes
- Budget : 5 000 000 USD
- Pays de production :  États-Unis
- Langues originales : anglais, français
- Format : couleur - 1.85:1
- Genre : policier, action, thriller, auto-défense
- Dates de sortie :
  - États-Unis : 14 janvier 1994
  - France : 23 août 2001 (en vidéo)

## Distribution
- Charles Bronson (VF : Jean-Claude Sachot) : Paul Kersey
- Lesley-Anne Down (VF : Pauline Larrieu) : Olivia Regent
- Michael Parks (VF : Patrick Floersheim) : Tommy O'Shea
- Saul Rubinek (VF : François Siener) : Brian Hoyle
- Erica Lancaster : Chelsea Regent
- Jefferson Mapin : Al
- Kenneth Welsh (VF : Max André) : le lieutenant King
- Robert Joy (VF : Lionel Henry) : Freddie Flakes
- Miguel Sandoval (VF : Gilbert Levy) : Hector Vasquez
- Kevin Lund : Paconi

## Production

### Genèse et développement
Les trois précédents films de la franchise Un justicier dans la ville étaient produits par Cannon Group. Cependant, en 1989, l'entreprise utilise le chapitre 11 de la loi sur les faillites des États-Unis. La Securities and Exchange Commission enquête sur la société. Cela provoque une scission entre les deux propriétaires, Yoram Globus et Menahem Golan. Ce dernier relance alors une autre société, 21st Century Film Corporation (en),.
Steve Carver devait initialement réaliser le film, mais il a préféré quitter le projet lorsque le budget a été baissé par les producteurs. Le poste de réalisateur revient finalement à Allan A. Goldstein. Ce dernier est d'abord très surpris par la proposition, car il n'a alors mis en scène aucun film d'action. Il réécrira ensuite le script en y ajoutant beaucoup d'éléments de comédie.
À l'origine, ce film ne devait pas faire partie de la saga du Justicier, c'est un film que les producteurs on jugé bon d'affilier à la saga pour capitaliser sur le dos de celle-ci grâce à un film à petit budget. Voyant là un moyen de faire revenir le célèbre Justicier, le film est donc renommé Death Wish V: The Face of Death et le personnage principal est renommé Paul Kersey, probablement peu avant le tournage[réf. nécessaire].

### Attribution des rôles
Charles Bronson endosse pour la cinquième et dernière fois le costume du justicier Paul Kersey. C'est par ailleurs son tout dernier film de cinéma, il ne tournera ensuite que des téléfilms : Tel père... tel flic ! et ses deux suites.
Saul Rubinek, qui incarne ici Brian Hoyle, tenait un tout autre rôle dans le tout premier film de la saga, Un justicier dans la ville (1974). Sa performance avait cependant été coupée au montage.

### Tournage
Le tournage a eu lieu à Toronto au Canada, alors que l'action du film est censée se passer à New York.

## Bande originale
Bandes originales de Un justicier dans la ville
Le justicier braque les dealers
(1995) Death Wish
(2017)
La musique du film est composée par Terry Plumeri et interprétée par The Southwest Symphonia.
Liste des titres
1. Main Titles - 3:10
2. Reggies Pressing - 1:20
3. Freddie Catches The Ball - 3:06
4. The Wounded Bear Goes Down - 1:56
5. Chickies Last Canoli -  2:10
6. Freddie Meets Olivia - 4:04
7. Olivias Death - 1:39
8. Olivias Theme - 1:03
9. Tommys Place - 2:48
10. Pauls Decision - 0:51
11. Ship Him To Jersey - 1:36
12. Stalking The Enemy - 0:56
13. Were Here - 2:15
14. Olivias Theme - 1:03
15. Pauls Package - 2:20
16. Tommys bath - 1:32
17. Stalking The Enemy - 1:30
18. The Forklift - 0:45
19. Sal Searches - 1:57
20. Stalking Sal - 2:09
21. Sals Death - 0:57
22. Tommy In Pursuit - 1:03
23. End Credits - 3:10
24. Looking For Mister Right - 4:24

## Sortie et accueil

### Box office
Grâce à son retitrage[Lequel ?], le film est sorti dans quelques salles aux États-Unis, mais partout ailleurs directement en vidéo. Il a remporté un faible succès au Box Office[réf. nécessaire].
- États-Unis : 1 702 394 dollars[7].

## Saga du justicier
- 1974 : Un justicier dans la ville (Death Wish ) de Michael Winner
- 1982 : Un justicier dans la ville 2 (Death Wish II) de Michael Winner
- 1985 : Le Justicier de New York (Death Wish 3) de Michael Winner
- 1987 : Le justicier braque les dealers (Death Wish 4: The Crackdown) de J. Lee Thompson
- 1994 : Le Justicier : L'Ultime Combat (Death Wish V: The Face of Death) d'Allan A. Goldstein
- 2018 : Death Wish d'Eli Roth

## DVD
Le film est sorti le 16 avril 2008 chez LCJ Éditions et Productions au ratio 1.85:1 panoramique 4/3 en version française uniquement et sans suppléments. Il s'agit d'un DVD 2 Pal.

## Projet de suite
Le film devait connaître une suite, Death Wish VI: The New Vigilante. Elle ne verra jamais le jour à cause de la faillite de la société 21st Century Film Corporation, peu après la sortie de ce cinquième volet. La saga renaît cependant sous la forme d'un remake de Un justicier dans la ville avec le film Death Wish, sortie en 2018, avec Bruce Willis dans le rôle de Paul Kersey.